# Rudosterka czerwonobrzucha
Rudosterka czerwonobrzucha (Pyrrhura perlata) – gatunek średniej wielkości ptaka z rodziny papugowatych (Psittacidae). Występuje w centralnej Ameryce Południowej. Nie jest zagrożony wyginięciem.

## Taksonomia
Po raz pierwszy gatunek opisał Johann Baptist von Spix w 1824 na podstawie holotypu z wybrzeża Amazonki. Nowemu gatunkowi nadał nazwę Aratinga perlatus. Obecnie (2020) Międzynarodowy Komitet Ornitologiczny uznaje nazwę Pyrrhura perlata; uznaje gatunek za monotypowy. Problematyczny był holotyp rudosterki czerwonobrzuchej, który uważano za przedstawiciela osobnego gatunku, opisanego jako Pyrrhura rhodogaster; holotyp okazał się jednak być osobnikiem młodocianym. Rudosterki: czerwonobrzucha i perlista (P. lepida) są przez niektórych autorów uznawane za jeden gatunek. Badania genetyczne wykazały, że najbliżej z nimi spokrewnione są rudosterka kasztanowobrzucha (P. frontalis) i zielonolica (P. molinae).

## Morfologia
Nie występuje dymorfizm płciowy, także w wymiarach. Długość ciała wynosi około 24 cm. Długość skrzydła (n=50) 127–139 mm, długość ogona (n=28) 100–117 mm, długość skoku 11,6–17 mm, długość górnej krawędzi dzioba (n=47) 16,1–18,8 mm, masa ciała (n=6) 76–91 g.
Głowa ciemnobrązowa, pokryta płowymi cętkami. Boki głowy u góry zielone, w dół barwa przechodzi w niebieską. Wokół oka widać białą, nagą skórę. Na pokrywach usznych występują płowe plamki. Boki szyi i górna część piersi szare, krawędzie piór płowe. Niższa część piersi i brzuch czerwone. Boki ciała, nogawice i okolice kloaki niebieskie. Grzbiet zielony. Skrzydła ogółem zielone, jednak z czerwonym zgięciem, domieszką niebieskiego na pokrywach skrzydłowych i fioletowoniebieskiego na lotkach. Sterówki brązowoczerwone z szarym spodem i niebieskimi końcówkami. Dziób jasny. Tęczówka ciemnobrązowa.

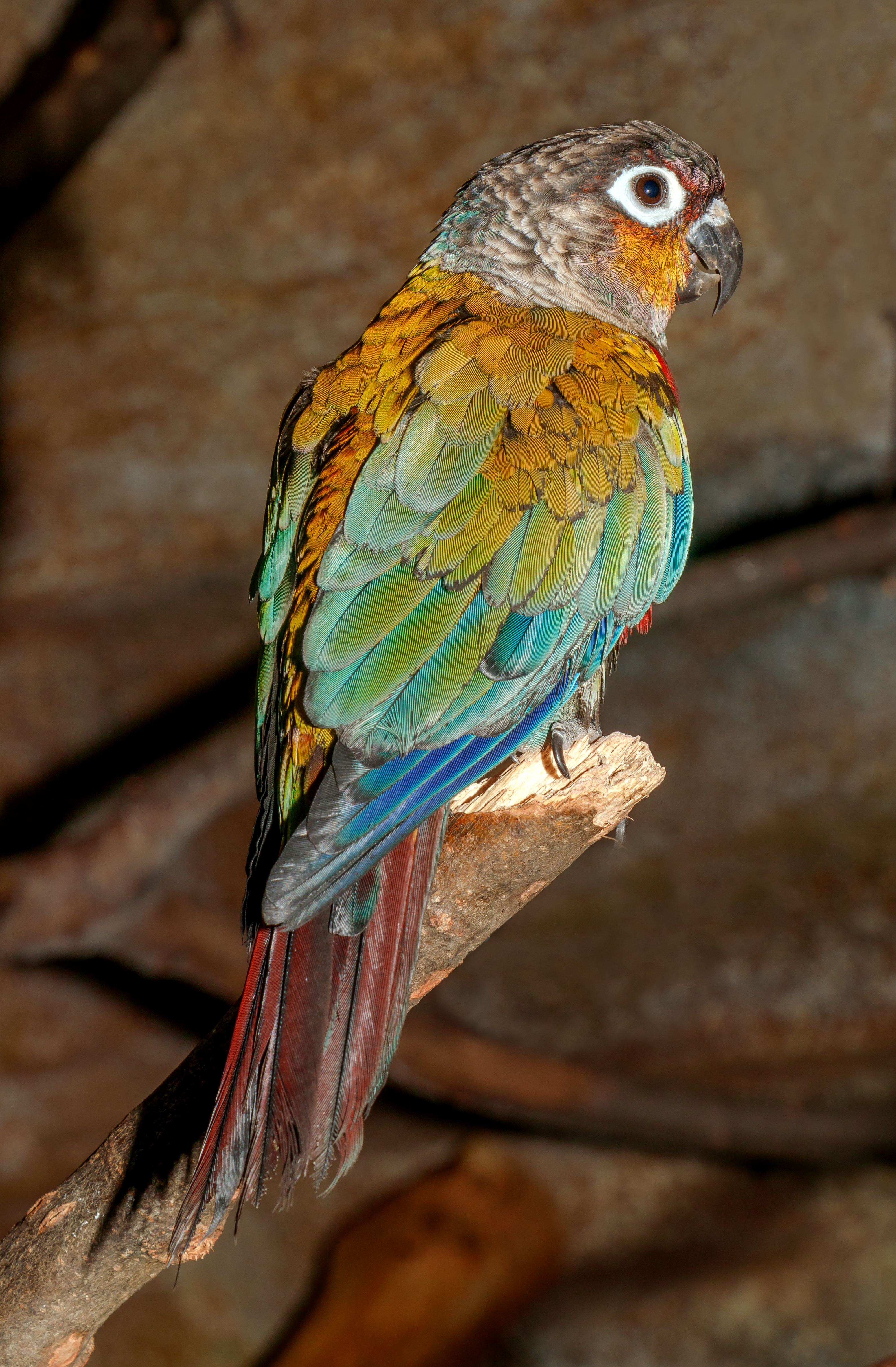
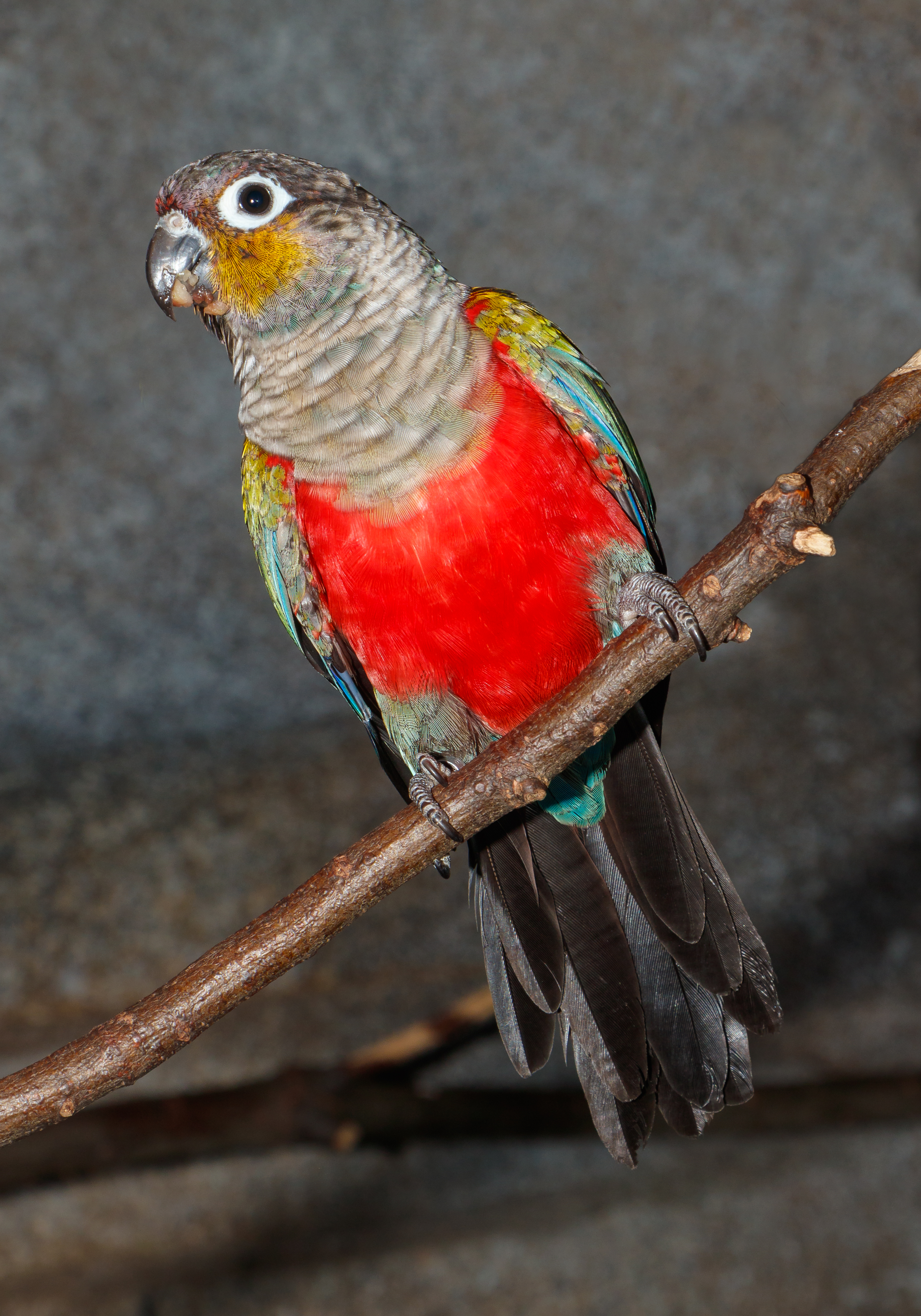

## Zasięg występowania
Rudosterki czerwonobrzuche zamieszkują Brazylię na obszarze od rzeki Madeira we wschodnim stanie Amazonas po rzekę Tapajós (w zachodnim stanie Pará) na południe po centralno-zachodni stan Mato Grosso i dalej po północno-wschodnią Boliwię.

## Ekologia i zachowanie
Środowiskiem życia rudosterek czerwonobrzuchych są wilgotne nizinne lasy. Żywią się głównie owocami, w tym Trema micrantha i różnych palm, kotkami cekropek (Cecropia), kwiatami orzesznicy wyniosłej (Bertholletia excelsa) i Dioclea glabra. Na południu zasięgu okres lęgowy trwa od czerwca do listopada. W niewoli zniesienie liczy 3–6 jaj. Inkubacja trwa około 25 dni. Młode opuszczają gniazdo po 7–8 tygodniach.

## Status
IUCN uznaje rudosterkę czerwonobrzuchą za gatunek najmniejszej troski (LC, Least Concern) od 2022 roku; wcześniej w latach 2012 i 2016 był zakwalifikowany jako gatunek narażony na wyginięcie (VU, Vulnerable), a w latach 2004, 2008 i 2009 jako gatunek najmniejszej troski (LC, Least Concern). BirdLife International ocenia trend liczebności populacji jako spadkowy. Zagrożeniem dla gatunku jest postępująca wycinka lasów w dorzeczu Amazonki celem utworzenia miejsc na pastwiska dla bydła i uprawy soi, połączona z poszerzaniem sieci dróg. Rudosterki czerwonobrzuche bywają trzymane jako zwierzęta domowe; nie są jednak popularne.